# Alessandra Mastronardi
Alessandra Carina Mastronardi (nascida em 18 de fevereiro de 1986) é uma atriz italiana. Ela é mais conhecida por seus papéis no filme To Rome with Love e na série de televisão Master of None.

## Início de vida e carreira
Alessandra nasceu em Naples (Itália), mesmo local de nascimento de sua mãe, tendo o seu pai vindo de Agnone na província de Isérnia. Com cinco anos de idade, a família de Alessandra a levou para Roma. Ela frequentou um liceu clássico e então matriculou-se na Universidade de Roma "La Sapienza" onde estudou artes cênicas. Anteriormente, ela frequentou um curso de psicologia na mesma instituição.

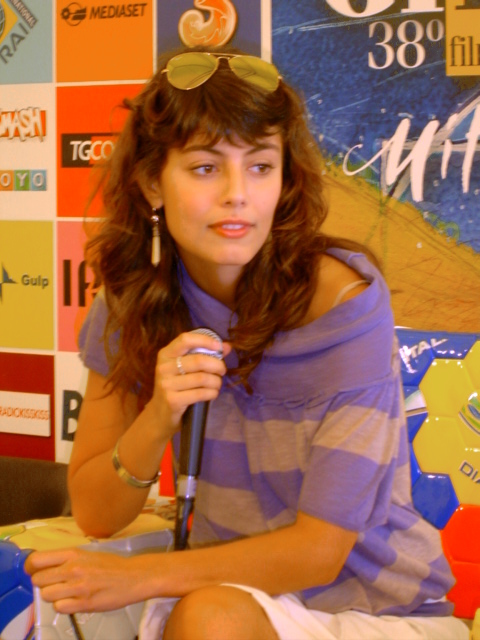
Mastronardi em julho de 2008

Ela estreou como uma atriz em 1997, na minissérie Un prete tra noi, seguida das séries: Amico mio 2 (1998), Lui e lei 2 (1999), Il Veterinario e Il Grande Torino, ambas filmadas em 2005, e um episódio de Don Matteo 5 (2006). Ela também possuiu papéis em alguns filmes: Il manoscritto di Van Hecken (1999) e La bestia nel cuore (2003); além disso, alguns curta-metragens fazem parte de sua lista de performances: Cose che si dicono al buio, de Marco Costa, e Due sigarette, ambos filmados em 2004.
Mastronardi alcançou maior fama, principalmente na Itália, quando tornou-se um membro do elenco regular na versão italiana de 2016 da série de televisão Os Serranos, I Cesaroni, onde ela atuou como uma jovem tímida e romântica chamada Eva Cidicini. Em 2006, ela foi a protagonista, junto de Matteo Branciamore, no videoclipe Stai bene come stai do grupo musical italiano Le Mani.
Em 16 de janeiro de 2007, Mastronardi fez sua estréia no teatro através da comédia The Prozac Family, dirigida por Marco Costa. Ela retratou a personagem Margherita, enquanto o papel do marido Mamo foi desempenhado por Eros Galbiati, que tornou-se famoso na Itália em 2006 graças ao filme Notte prima degli esami. Em 24 de agosto de 2007, o filme Prova a volare de Lorenzo Cicconi Massi foi lançado, onde Mastronardi atuou ao lado de Riccardo Scamarcio, com o papel de Gloria. Em fevereiro de 2008 ela retornou à televisão com a segunda temporada de I Cesaroni, ainda dirigida por Francesco Vicario. Mais tarde, ela apareceu na minissérie Romanzo criminale – La serie, de Stefano Sollima, um remake do filme Romanzo criminale (2005).
Em janeiro de 2009, a terceira temporada de I Cesaroni iniciou-se. Pouco tempo depois, Alessandra adquiriu um papel importante no telefilme Non smettere di sognare, onde ela atuou como uma jovem dançarina, Stella.
Mastronardi atuou como Milly, uma jovem noiva e professora de astronomia, no filme To Rome with Love (2012), de Woody Allen. 
Em 2017, ela apareceu na segunda temporada do seriado Master of None (Netflix) como Francesca.

## Carreira

### Teatro
- The Prozac Family, dirigido por Marco Costa (2007/2009)

### Filmes
- Il manoscritto di Van Hecken, de Nicola De Rinaldo (1999)
- La bestia nel cuore, de Cristina Comencini (2005)
- Prova um volare, de Lorenzo Cicconi Massi (2007) - Papel: Gloria
- Una piccola storia, de Stefano Chiantini (2007)
- To Rome with love, de Woody Allen (2012)
- Ameriqua, também conhecido como Eurotrapped, de Marco Bellone e Giovanni Consonni (2013)
- Amici come noi, de Enrico Lando (2014)
- Romeo e Giulietta, de Riccardo Donna (2014)
- Life de Anton Corbijn (2015)
- Lost in Florence de Evan Oppenheimer (2017)
- Titanium White por Piotr Smigasiewicz (2017)

### Televisão
- Un prete tra noi (1997), de Giorgio Capitani e Lodovico Gasparini - minissérie
- Amico mio 2(1998), dirigido por Paolo Poeti - minissérie
- Lui e lei 2 (1999), Luciano Manuzzi e Elisabetta Lodoli - minissérie
- Un medico na famiglia 3, por Isabella Leoni e Claudio Norza - série de tv - Papel: Claudia
- Il veterinario (2005), por José María Sánchez - minissérie
- Il grande Torino (2005), por Claudio Bonivento - minissérie -  Papel: Rosa
- Don Matteo 5 (2006) - série de TV - Episódio 13: Il ballo delle debuttanti, dirigido por Elisabetta Marchetti
- I Cesaroni (2006), de Francesco Vicario - série de TV - Papel: Eva Cudicini
- I Cesaroni 2 (2008), de Francesco Vicario - série de TV - Papel: Eva Cudicini
- Romanzo criminale (2009), de Stefano Sollima - minissérie - Papel: Roberta
- I Cesaroni 3 (2009), de Stefano Vicario e Francesco Pavolini - série de TV - Papel: Eva Cudicini
- Non smettere di sognare (2009), de Roberto Burchielli - telefilme - Função: Stella
- Romanzo criminale 2, de Stefano Sollima - minissérie - Função: Roberta
- I Cesaroni 4 (2010) - série de TV - Papel: Eva Cudicini
- Sotto il cielo di Roma (2009-2010) - série de TV - Papel: Giovane Ebrea
- Atelier Fontana - Le sorelle della moda (2011) - minissérie - Papel: Micol Fontana
- La certosa di Parma (2012) - minissérie - Papel: Clélia Conti
- Titanic: Blood and Steel (2012) - minissérie - Papel: Sofia Silvestri
- L'Allieva (2016), de Luca Ribuoli - série de TV
- Master of None (2017) - Papel: Francesca[2]
- Medici: Masters of Florence (2018) - Papel: Lucrezia Donati[3]

### Curta-metragens
- Cose che si dicono al buio (2004), dirigido por Marco Costa - Papel: Fiammetta
- Devido sigarette (2004), de Serena Alfieri
- La neve dentro de casa, de Maria Giovanna Barsi - Papel: Maddi
- Limbo (2009), de Francesca Boselli